# آندریتی بین
آندریتی بین (انگلیسی: Andretti Bain؛ زادهٔ ۱ دسامبر ۱۹۸۵) از برندگان مدال‌های بازی‌های المپیک تابستانی و دونده اهل باهاما است.